# Супергрупа
Супергрупа је музичка група чији чланови имају соло каријере, чланови су других група или су добро познати у музичким круговима. Израз се обично користи у контектсту рок и поп музике, али се повремено примењивао и у другим музичким жанровима, као што је случај са групом The Three Tenors коју су чинили Хосе Карерас, Пласидо Доминго и Лучано Павароти.
Супергрупа се понекад формира као споредни пројекат без намере да група опстане. У другим случајевима група може постати примарни пројекат каријере њених чланова. Супергрупе су нарочито биле популарне у време шездесетих година 20. века, када је рок музика постала популарна, а чланови већ успешних група заједно би снимали албуме, након чега би се обично растали. Добротворне супергрупе у којима музичари наступају или снимају заједно у прилог одређеном циљу, уобичајене су од осамдесетих година 20. века.

## Историјат
Уредник америчког часописа Ролинг стоун Јан Венер основао је бенд Крим 1966. године, као прву супергрупу. Ерик Клептон, тада члан групе Јардбердс, Џек Брус и Џинџер Бејкер из група The Graham Bond Organisation и John Mayall & the Bluesbreakers основали су 1966. године бенд који је објавио четири албума и престао са радом 1968. Гитариста Клептон и бубњар Бејкер наставили су рад у Блајнд фејту, још једној блуз-рок супергрупи, заједно са Риком Гречом и Стивом Винвудом. Група је објавила један студијски албум и престала да постоји након мање од годину дана постојања.
Верује се да је израз „супергрупа” можда настао од албума Super Session на којем су радили Ал Купер, Стивен Стилс и Мајкл Блумфилд. Crosby, Stills, Nash & Young још један је пример ране супергрупе, с обзиром да су је чинили музичари који су остварили успехе у претходним бендовима.

## Критика
Часопис Тајм је 1974. године у чланку „Повратак супергрупе” писао да је супергрупа „моћан али краткотрајан феномен” који је био амалгам формиран од талентованих музичара незадовољних радом њихових бендова. У чланку се истиче да су супергрупе попут Крим и Блајнд фејт доживеле велики успех, као и да су супергрупе донеле неуспех и прекид рада матичних група појединих музичара.